# Deparia lushanensis
Deparia lushanensis är en majbräkenväxtart som först beskrevs av J.X.Li, och fick sitt nu gällande namn av Z.R.He. Deparia lushanensis ingår i släktet Deparia och familjen Athyriaceae. Inga underarter finns listade.